# Stadion Iskyr w Samokowie
Stadion Iskyr (bułg. Стадион Искър) – wielofunkcyjny stadion w Samokowie, w Bułgarii. Został otwarty 20 lipca 1952 roku. Może pomieścić 6800 widzów. Swoje spotkania na stadionie rozgrywają piłkarze klubu Riłski Sportist Samokow.
Stadion został wybudowany w latach 1950–1952 w miejscu dawnego toru żużlowego, na którym często organizowane były wyścigi kolarskie. Otwarcie obiektu miało miejsce 20 lipca 1952 roku, a na inaugurację miejscowa drużyna przegrała z Udarnikiem Sofia 0:6. Od lat 90. XX wieku stadion nosi nazwę Iskyr, wcześniej był nazwany imieniem Petyra Esowa.